# Bāgh-e Bahādorān
Bāgh-e Bahādorān (persiska: باغ بهادران, Bāgh-e Bāderān) är en ort i Iran.   Den ligger i provinsen Esfahan, i den centrala delen av landet, 400 km söder om huvudstaden Teheran. Bāgh-e Bahādorān ligger 1 771 meter över havet och antalet invånare är 8 808.
Terrängen runt Bāgh-e Bahādorān är platt åt nordost, men åt sydväst är den kuperad.Runt Bāgh-e Bahādorān är det ganska tätbefolkat, med 185 invånare per kvadratkilometer. Närmaste större samhälle är Zarrīn Shahr, 17,7 km öster om Bāgh-e Bahādorān. Omgivningarna runt Bāgh-e Bahādorān är i huvudsak ett öppet busklandskap.